# Villa Parkstraße 9 (Dresden)

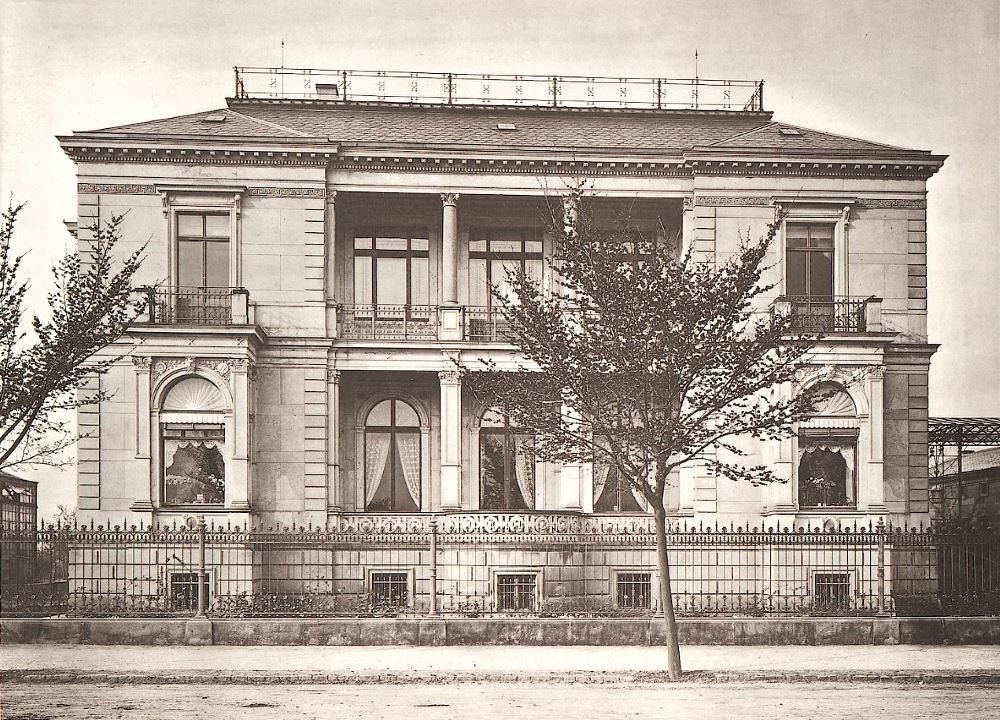
Villa Parkstraße 9 (1875)

Die Villa Parkstraße 9 in Dresden wurde 1866 bis 1868 von Alfred Hauschild für sich und seine Familie erbaut. 1945 zerstört, vertritt die Villa nach Ansicht des Kunsthistorikers Volker Helas einen Bautypus, der von Palladio angeregt sein kann.

## Beschreibung
Es handelte sich um eine zweigeschossige, mit Sandstein verkleidete Villa. Die Geschosse waren durch Gesimse voneinander getrennt gegliedert worden. Als oberen Abschluss hatte das Gebäude eine Aussichtsplattform.
Die längere Fassade zur Parkstraße zu hatte eine Frontlänge von fünf Fensterachsen, während die schmalere Seitenfassade nur eine 3-achsige Frontlänge aufwies. An der langen Fassade fasste eine „Rücklage“ drei Fensterachsen zusammen und öffnete sich über beide Geschosse hin zu einer Loggia, wo sich ein halbrunder Austritt in der Mittelachse befand. Rechts und links der Loggia wurden vor den verbliebenen Fensterachsen jeweils ein Seitenrisalit mit Erker auf Erdgeschosshöhe angebracht, die Balkone hatten.